# Tokunagaia spinosa
Tokunagaia spinosa är en tvåvingeart som beskrevs av Liu och Wang 2006. Tokunagaia spinosa ingår i släktet Tokunagaia och familjen fjädermyggor. Inga underarter finns listade i Catalogue of Life.